# Egunitá
Egunitá (também chamada de Oro-Iná ) é considerado um orixá feminino associado ao mistério do Fogo, na vertente de Umbanda, denominada de Umbanda Sagrada. Embora não seja consenso entre todos os umbandistas, tem culto sincretizado à Santa Sara Kali. Não faz parte do panteão candomblecista, de forma singular, separada do culto de Iansã.

## História
Para muitos estudiosos e seguidores não seria um orixá singular mas, uma das qualidades (manifestações) de Iansã ou Oiá que vestiria rosa, visão mais comum dos fiéis do Candomblé. Como Oiá do Culto Igbalé é associada aos mortos, aos ventos e ao bambuzal, sendo ligada aos orixás Oxalá e Nanã.
Existiam mesmo terreiros que veiculavam essa mensagem. Um exemplo advém do falecido escritor e sacerdote, José Ribeiro, que era dirigente do Terreiro de Iansã Egunitá (Senhora de Egum) que se encontrava na estrada Santa Efigênia, 152, Taquara, Jacarepaguá, no Rio de Janeiro. Era de Candomblé da nação Angola. 
Oiá Egunitá teria fundamento com Ogum Uari e Odé. Em outra visão, Oiá Egunitá é um Oruncó (nome, dijina) e não qualidade de Oiá.

## Egunitá na Literatura e no culto Umbandista
Os livros umbandistas, da dita Umbanda popular, mais antigos, não remetem a este orixá de forma singular, como os de Altair Pinto, Antônio de Alva e de Átila Nunes (Pai), nem se encontra referências na Umbanda Esotérica a partir de W. W. da Matta e Silva.
Os centros de Umbanda mais antigos como a Tenda Espírita Nossa Senhora da Piedade, bem como a Tenda Mirim, fundada pelo Caboclo Mirim, não rendem culto a Egunitá.
Antes das informações trazidas por Pai Benedito de Aruanda, através da psicografia de Rubens Saraceni, não havia na Umbanda um estudo sobre um Orixá que representasse o Fogo da Purificação, o Fogo que destrói os desequilíbrios para trazer a renovação do ser. Mãe Egunitá, na visão desses adeptos, traz uma face que faltava no estudo dos Orixás, como Divindade do Fogo Purificador e Renovador. Esta renovação, segundo a de Umbanda Sagrada, é justamente o aspecto característico da atuação de Mãe Egunitá e faz parte do seu culto, inclusive diferenciando-o de cultos anteriores.

## Difusão do Culto
A difusão do seu culto, em separado do de Iansã, deu-se, portanto, a partir das obras do escritor umbandista Rubens Saraceni e de seus seguidores, como Alexandre Cumino. O polo irradiador de sua doutrina é o Colégio de Umbanda Sagrada "Pai Benedito de Aruanda", no estado de São Paulo. Na visão desses umbandistas, é o orixá  feminino do fogo, a Mãe Ígnea, associada à deusa Héstia ou Vesta na mitologia greco-romana. Senhora da Lei e da Justiça, ora faz par com Ogum (Lei), ora com Xangô (Justiça), assim como Iansã. Seu ponto de força são os caminhos e as pedreiras, sua cor é a laranja e sua pedra a ágata de fogo. É sincretizada com Santa Brígida da Irlanda ou ainda com Santa Sara Kali dos ciganos.
O sincretismo de Egunitá com Santa Sara Kali está ligado à ideia do “fogo destruidor” da Divindade Kali, cultuada na Índia. Há milênios existe na Índia o culto às Divindades Kali e Agni.  No panteão hindu, Agni é o Fogo no aspecto positivo e Kali é o Fogo em seu aspecto negativo (purificação das ilusões humanas).
Para alguns há, ainda, o sincretismo com  Nossa Senhora das Candeias, (candeia é uma pequena lâmpada, suspensa por um pau com prego, que serve para iluminar os caminhos nos locais onde não há energia elétrica).
Como dito anteriormente, Egunitá  é o Orixá que pode ser interpretado como uma qualidade de Iansã. Assim, atende-se a todas as vertentes que buscam interpretar a religião de Umbanda. Onde nos cultos litúrgicos existe a manifestação do orixá Iansã, ali se manifestam as vibrações de Oiá e Egunitá.
Portanto, é na obra psicografada por Rubens Saraceni que se encontra o conceito e fundamentação sobre o Orixá Egunitá, a seguir resumidos:
"Egunitá é nossa amada Mãe da Purificação. Regente Cósmica do Fogo e da Justiça Divina, é o Fogo que purifica os sentimentos desvirtuados, é a consumidora dos vícios e desequilíbrios e das energias dos seres fanáticos, apaixonados e emocionalmente desequilibrados."
Egunitá é associada ao Sol, ao planeta Júpiter e ao número 9. 